# Köngetried
Köngetried ist eine Gemarkung und ein Ortsteil der Gemeinde Apfeltrach im schwäbischen Landkreis Unterallgäu. Das Pfarrdorf liegt am westlichen Rand des Westernachtales. Im Zuge der Gebietsreform in Bayern wurde die bis dahin selbstständige Gemeinde Köngetried am 1. Mai 1978 nach Apfeltrach eingegliedert.

## Sehenswürdigkeiten
Die katholische Pfarrkirche St. Stephan wurde im letzten Viertel des 15. Jahrhunderts erbaut und um 1750 sowie 1862 verändert. Sie hat einen schiefen Turm, dessen Unterbau wohl auf das 14. Jahrhundert zurückgeht. In der Denkmalliste ist außerdem das ehemalige Pfarrhaus eingetragen, siehe: Liste der Baudenkmäler in Köngetried.

## Vereine
- Freiwillige Feuerwehr Köngetried[3]
- Gesangverein Köngetried, gegründet: 1894[4]
- Schützenverein Köngetried-Saulengrain 1952 e.V.[5]
- Maibaum- und Sportplatzfreunde Köngetried

## Persönlichkeiten
- Die lyrische Sopranistin Irmgard Seefried (1919–1988), die sowohl als Opern- als auch als Liedsängerin Weltruhm genoss, wurde in Köngetried geboren.